# Calm After the Storm
"Calm After the Storm" er en sang af den hollandske duo The Common Linnets (Ilse DeLange og Waylon). Den blev valgt til at repræsentere Holland til Eurovision Song Contest 2014 i Danmark. I konkurrencen opnåede den en andenplads. Sangen blev udført live første gang i en akustisk version d. 12. marts 2014 i det hollandske tv-program De Wereld Draait Door. Studieversionen blev præsenteret d. 13. marts 2014.
Musikvideoen, der er filmet i sort-hvid, blev filmet i marts 2014 i Edam.

## Hitlisteplaceringer

### Ugentlige hitlister
| Hitliste (2014)                                  | Højeste placering |
| ------------------------------------------------ | ----------------- |
| Australien (ARIA)                                | 66                |
| Belgien (Ultratop 50 Flanderen)                  | 1                 |
| Belgien (Ultratop 50 Vallonien)                  | 20                |
| Danmark (Track Top-40)                           | 2                 |
| Finland (Suomen virallinen lista)                | 6                 |
| Frankrig (SNEP)                                  | 102               |
| Holland (Single Top 100)                         | 1                 |
| Holland (Dutch Top 40)                           | 2                 |
| Irland (IRMA)                                    | 4                 |
| Schweiz (Schweizer Hitparade)                    | 3                 |
| Skotland (Official Charts Company)               | 8                 |
| Spanien (PROMUSICAE)                             | 5                 |
| Storbritannien Singles (Official Charts Company) | 9                 |
| Sverige (Sverigetopplistan)                      | 36                |
| Tyskland (Official German Charts)                | 3                 |
| Ungarn (Rádiós Top 40)                           | 4                 |
| Østrig (Ö3 Austria Top 40)                       | 3                 |

## Certificeringer
- Holland: 10.000 (guld)[22]